# Andrea da Isernia
Andrea da Isernia (1230 circa – Napoli, 1316) è stato un giurista italiano di epoca basso medioevale che divenne noto per i suoi studi sul diritto feudale (la "Lex Lombarda"), tanto da guadagnarsi l'appellativo onorifico di "monarca feudistarum" ("re del diritto feudale").
Fu docente di diritto civile a Napoli dal 1288 al 1316. Fu autore dei Commentaria in usus feudorum e dei Riti della Magna Curia maestri nazionali.

## Biografia

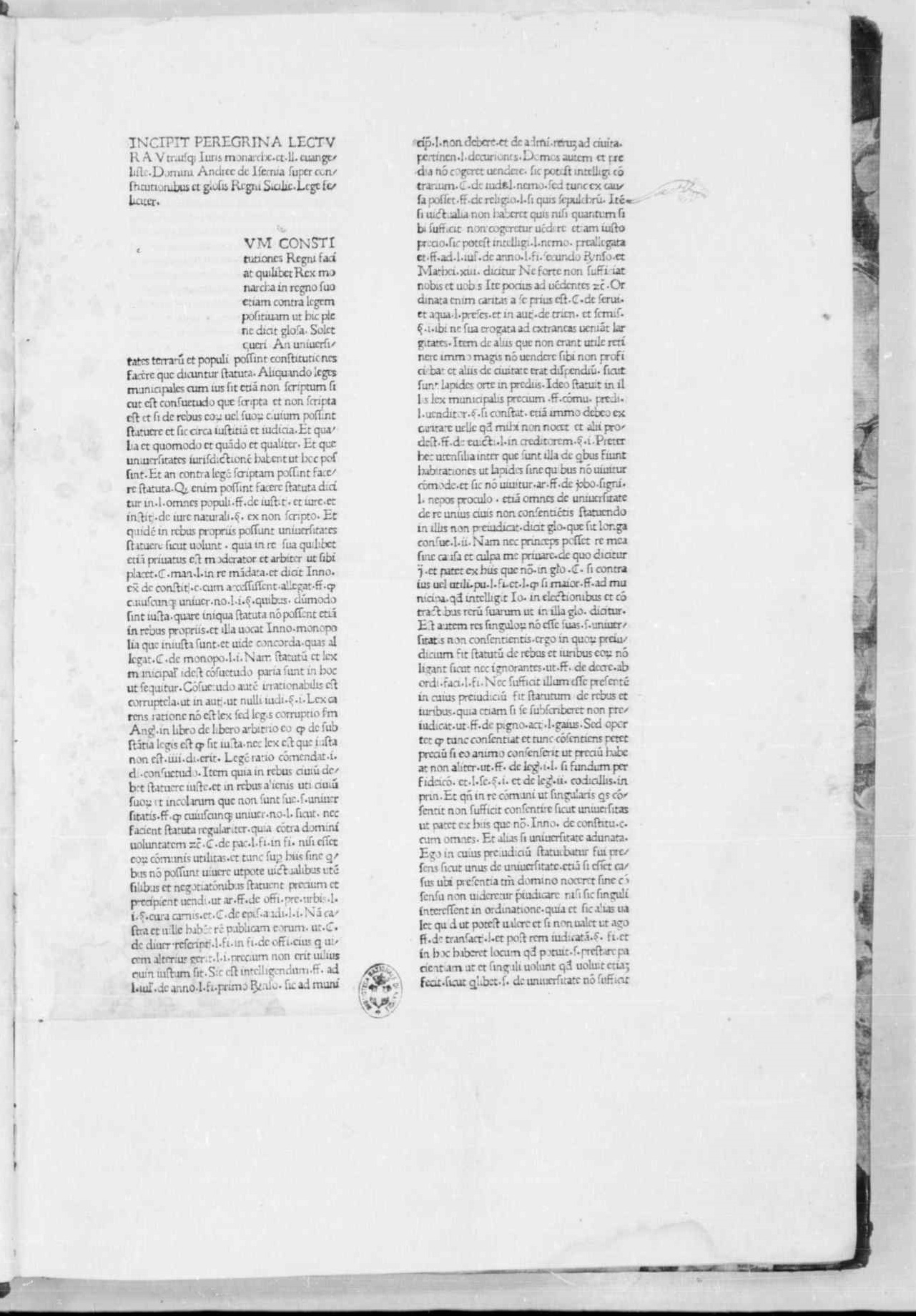
Lectura super constitutionibus et glossis Regni Siciliæ, 1479

Nato nel 1230 circa, fu maestro di diritto civile presso lo Studio napoletano, dove si era formato dal 1288 all'anno della sua morte: vantava uno studio e un'analisi accademica che si confaceva con quella dell'Università di Bologna, Andrea predilesse le quaestiones de facto, particolare sensibilità al diritto pubblico, all'ordinamento monarchico, fondato sulle basi della legislazione normanno-sveva. Andrea d'Isernia, professore di diritto, rispecchia questo indirizzo: si concentra sulle tre opere alle quali la fama sua è rimasta legata, un vasto commentario In usus feudorum, una Lectura alle Costituzioni federiciane, e la compilazione dei Riti della Magna Curia dei maestri razionali. L'opera di diritto penale è anteriore alla Lectura, che si riferisce più volte, realizzata negli anni di regno di Carlo II (1289-1309).
La Lectura fu compilata durante il regno del figlio di Carlo, Roberto d'Angiò, posteriore al 1309, ma non si citano leggi del monarca. I Riti sono citati anche dal giurista posteriore Luca da Penne, con il titolo De iure dohanarum, ma nei manoscritti più antichi il titolo è "Ritus Regiæ Curiæ officii rationum".
Nel terreno del diritto penale, Andrea apporta delle innovazioni, alterando le strutture legislative normanno-sveve, i rapporti tra i feudatari e il potere regio che la dinastia francese d'Angiò aveva instaurato, in parte sotto la pressione di una difficile situazione politica, in parte perché maggiormente aderente alle tradizioni d'oltre Alpe. Il commentario di Andrea rappresenta uno sforzo massiccio di sistemazione e di adeguamento dei nuovi principi nelle antiche strutture dell'ordinamento normanno, che nelle Costituzioni federiciane trovava una consacrazione normativa, che gli stessi re angioini s'erano ben guardati dall'intaccare. Da qui, assolto questo compito scientifico, il nuovo ordinamento del pensiero di Andrea verso il codice federiciano, che egli glossa pedissequamente nella Lectura, a integrazione della glossa, che pochi decenni prima ne aveva fatta Marino da Caramanico, utilizzando con grande equilibrio la propria esperienza che la mediazione della materia feudale gli aveva fruttato.
A Isernia, sua città natale, è stata dedicata nei primi del Novecento l'ex piazza Mercato, presso la cattedrale, e una scuola.
A Campobasso è a lui intitolata una piazza.
A lui è dedicato uno dei medaglioni che ornano la facciata del Palazzo di Giustizia che si affaccia sul Tevere a Roma.

## Origini
Esistono notizie contrastanti riguardo la data e al luogo di nascita del Grande Andrea d'Isernia che: secondo Camillo Salerno nella sua prefazione alle "Consuetudines Neapolitanæ" (del 1588) sarebbe nato ad Isernia dalla nobile famiglia de' Rampini; mentre secondo quanto riportato dal Dottor Fabrizio Pinto nel libro "Salerno assediato da Francesi" (basato sul diario dell'assedio del 1648, circa l'assedio da parte dei Enrico II di Guisa al Regno di Napoli) Andrea sarebbe nato a Salerno.
«Si disse questo primiero Andrea d’Isernia della Patria, come era in costume de’ Letterati, e Giuriscosulti più famosi di quei tempi; e Camillo Salerno nella prefatione, che fè alle consuetudini di Napoli, volse, che questo Andrea fosse nato in Isernia della nobil famiglia de’ Rampini; e di ciò haverne ritrovato, e veduto molte scritture sottoscritte di propria mano di esso Andrea, nelle quali si cognominava de Rampinis, alcune delle quali se ne ritrovavano in un certo Monasterio di Monache in Isernia, e che un altro Instrumento haveva appresso di se Gio: Angelo Pisanello, quel così celebrato Dottore, & Avocato insigne de’ suoi tempi; e lo stesso Salerno riferisce, che l’arme della Famiglia de’ Rampinis, della quale era propriamente Andrea, erano un Compasso disteso, ne’ lati del quale, e di sopra, erano compartite tre rose, come egli stesso dice haverle vedute nella casa di esso Andrea, che ancor in piedi si conservava in Isernia, vicino alla Chiesa di S. Maria dell’Annuntiata; [...]» Citazione tratta da: "Discorsi delle famiglie nobili del Regno di Napoli del signor Carlo De Lellis", Parte Terza, pagina 116, Napoli 1671. Va notato che questa citazione si basa sulla prefazione alle Consuetud. Di Napoli di Camillo Salerno, così come riportato sulle note laterali del testo di C. De Lellis.
I dati biografici su Andrea d'Isernia risultano scarsi.
Simili considerazioni si possono fare con riferimento al casato del giurista: secondo alcuni appartenente alla famiglia de Rampinis, sulla scorta delle affermazioni di Camillo Salerno; in realtà il nome di Andrea è sempre accompagnato, nella documentazione pervenutaci, dall'indicazione della città del Sannio, Isernia appunto, che gli diede i natali. Il francescano Angelus Clarenus (Angelo Clareno), nella "Historia septem tribulationum Ordinis minorum" parla di Andrea da Isernia chiamandolo «dominus Andreas de Sernio». Oppure, sempre in altri scritti successivi viene chiamato messere Andrea da Sergni, cioè Isernia (Sèrnia in dialetto isernino, Æsernia in latino o Aisernio in osco). Non è un caso se l'albero genealogico della famiglia Corvo comincia con un membro chiamato Sernicola de Corvo (dove per qualche modifica o errore dovuto alle trascrizioni antiche, secondo le quali nomi e cognomi venivano scritti e trascritti per assonanza rispetto alla lingua o al dialetto parlato), proprio a metà del XIV secolo quando l'11 Ottobre 1353 Andrea d'Isernia il Giovane fu ucciso da Corrado de Gottis Tedesco ed è facile che si trattasse proprio del padre di Nicola: il cognome Sernio si tramutò in Sernicola (talvolta trascritto Seniola, con la perdita di alcune lettere), per una unione di Sernio con Nicola o con l'abbreviazione del nome Nicola in Cola, forse dovuta a un errore di pronuncia e sovrapposizione di Sernio, Sergni (scritto anche Serñi coi caratteri di stampa del passato o per un adattamento al castellano/spagnolo che pure si parlava nel Regno di Napoli). La trasformazione del precedente cognome fu facilitata dal fatto che Ser è l'abbreviazione di Messer (Signore) e posto davanti al nome Nicola camuffava il precedente cognome Sernio (d'Isernia). Quindi a causa di una cacofonia (ripetizione di sillabe uguali) nel pronunciare Ser Nicola Sernio de Corvo, oppure Ser Nicola de Serñi (pronunciato Sergni) e altre varianti dovute appunto alle varie pronunce locali e alle svariate trascrizioni, l'indicazione della provenienza dal Sannio oltre che a essere diventata anacronistica si perse. Sappiamo che i Corvi si stabilirono, o ristabilirono, a Sulmona intorno la metà del XIV secolo con un certo Sernicola de Corvo, dove il nome Sernicola può essere scomposto in Serni-cola, dove la prima parte fa riferimento a Isernia, mentre -cola sta in maniera ambivalente sia per Nicola che col significato di «colui che abita», secondo il modello di sostantivi latini come silvicŏla e agricŏla (composti col tema del verbo colĕre «abitare, coltivare»): Sernicola quindi avrebbe il significato ambivalente di «Messer Nicola de Corvo» (Ser Nicola de Corvo) che quello aggettivante di «abitante di Isernia» (Serni-cola).
Infatti, nella genealogia dei "Discorsi delle famiglie nobili del Regno di Napoli del signor Carlo De Lellis" (Parte Terza, pagina 115), del XVII secolo, ci viene svelato che Andrea d'Isernia apparteneva alla famiglia Corvo di Napoli: infatti Carlo De Lellis gli assegna lo stesso stemma dei Corvo con lo stesso cimiero di alcuni esempi rinvenuti a Sulmona (corvo nero in campo d'oro; cimiero di drago uscente), oltre a darne una descrizione come un'unica famiglia. Inoltre, su un palazzo nobiliare di via Duomo a Napoli, di fronte al lato della Chiesa di San Francesco d'Assisi progettata dall'architetto Filippo Botta, si può ammirare il blasone della famiglia Corvo di Napoli (simile proprio all'arma araldica rinvenuta e usata in Molise dalla famiglia, regione dove appunto c'è Isernia) con l'arricchimento di tre gigli sotto una trangla o fascia ridotta su cui è posato il Corvo (probabile riconoscimento angioino per i servizi resi dalla famiglia alla Corona D'Angiò, nonché per l'appartenenza di alcuni figli di Andrea da Isernia alla famiglia della Corte Reale): lo stemma risulta troncato da una trangla o fascia ridotta (ricurva a mo' di monte) passante sulla partizione: nel primo al corvo sulla partizione, accompagnato in capo da tre stelle (6 punte); nel secondo a tre gigli ordinati.
L'accurato studio del 1886 di Luigi Palumbo, corredato da una ricca appendice documentaria costruita sui registri della cancelleria angioina, non risolveva alcuni problemi relativi alla data di nascita e al casato del giurista. È certo però che l'attestazione dell'incarico conferito di cui parla Palumbo (anno 1886, p. 275), nel settembre del 1289, ad Andrea e a Landolfo Aiossa, quali giudici della Magna Curia, ha reso inaccettabili le indicazioni suggerite di scrittori più antichi riguardo la sua data di nascita.
Nel 1886, anche se Luigi Palumbo non dà indicazioni sul casato di Andrea da Isernia (Monarca Feudistarum), nello stesso anno Giovanni Battista di Crollalanza pubblica il "Dizionario storico-blasonico delle famiglie nobili e notabili italiane estinte e fiorenti (Volume 1)", dove ribadisce che la famiglia D'Isernia di Napoli era anche chiamata Corvo.
Purtroppo la distruzione dell'Archivio Storico di Napoli durante la seconda guerra mondiale ha reso ancora più arduo il rinvenimento di ulteriori documenti.

## Opere
- (LA) Lectura super constitutionibus et glossis Regni Siciliæ, Napoli, Francesco Del Tuppo, 1479.
- (LA) Repertorium constitutionum Regni Siciliæ, Napoli, Francesco Del Tuppo, 1479.
- (LA) Lectura super constitutionibus Regni Siciliæ, Napoli, Martino Carnefice, 1472.
- (LA) Repertorium constitutionum Regni Siciliæ, Napoli, Sixtus Riessinger, 1472.
- (LA) In usus feudorum commentaria, Frankfurt am Main, Andreas Wechel, erben & Claude Marne & Johann Aubrt, 1598.
- (LA) Constitutiones regum regni utriusque Siciliæ, Venezia, [s.n.], 1580.